# Erik Hämäläinen
Vesa Erik Hämäläinen, född 20 april 1965 i Raumo, är en finländsk före detta ishockeyspelare.
Hämäläinen blev olympisk bronsmedaljör i ishockey vid vinterspelen 1994 i Lillehammer.